# Fred Glover
Frederick Austin „Fred“ Glover (* 5. Januar 1928 in Toronto, Ontario; † 16. August 2001) war ein kanadischer Eishockeyspieler und -trainer, der während seiner aktiven Karriere unter anderem für die Detroit Red Wings und Chicago Black Hawks in der National Hockey League gespielt hat. Seine Karriere verbrachte er überwiegend bei den Cleveland Barons in der American Hockey League, bei denen er zahlreiche Franchise-Rekord aufstellte und als einer der besten Spieler der American Hockey League in die Geschichte einging. 1969 sperrten die Cleveland Barons seine Rückennummer 9. Sein Bruder Howie spielte ebenfalls in der National Hockey League.

## Karriere
Fred Glover ging während seiner Jugendzeit von 1943 bis 1945 für die Toronto Young Leafs in einer unterklassigen Juniorenliga aufs Eis, ehe er die folgenden zwei Spielzeiten bei den Galt Red Wings in der Ontario Hockey Association verbrachte. In der Saison 1947/48 spielte Glover gemeinsam mit Terry Sawchuk bei den Omaha Knights in der United States Hockey League. Im Anschluss ging der Angreifer für die Indianapolis Capitals, ein Farmteam der Detroit Red Wings, aufs Eis und wusste dort durch seine guten Leistungen zu überzeugen und war in seiner ersten Saison der beste Scorer des Teams. Noch während der Saison 1948/49 debütierte Glover in der National Hockey League, als er in den Playoffs für die Detroit Red Wings zum Einsatz kam. Meistens spielte er im Farmteam bei den Indianapolis Capitals, mit denen er 1950 den Calder Cup gewann. In der folgenden Saison wurde er aufgrund seiner guten Leistungen, mit 84 Punkten in der regulären Saison war Glover gemeinsam mit Max McNab bester Scorer der Capitals, ins AHL First All-Star Team gewählt. Bei den Detroit Red Wings spielte er meist mit Vic Stasiuk in einer Reihe und gewann 1952 mit der Mannschaft den Stanley Cup. Im August 1952 transferierten ihn die Red Wings nach Chicago. Glover blieb weniger als eine Spielzeit bei den Chicago Black Hawks, da ihn diese im Januar 1953 im Austausch für Vic Lynn an die Cleveland Barons abgaben.
Glover spielte die folgenden 16 Jahre ausschließlich für die Barons und avancierte während dieser Zeit zu einem der besten Spieler, die jemals in der American Hockey League spielten und stellte zahlreiche teaminterne Rekorde auf. In Cleveland fungierte der Stürmer als Mannschaftskapitän. 1953 und 1954 gewann er mit der Mannschaft zwei Mal in Folge den Calder Cup. Weitere Titelgewinne in den Jahren 1957 und 1964 folgten. 1957 und 1960 wurde Glover mit der John B. Sollenberger Trophy als punktbester Spieler der regulären Saison ausgezeichnet. 1960, 1962 und 1964 erhielt er den Les Cunningham Award als wertvollster Spieler der regulären Saison. Glover nahm auch mehrmals am AHL All-Star Classic teil. In den letzten sechs Jahren seiner Spielerkarriere übernahm er die Aufgaben als Spielertrainer bei den Barons und gewann 1964 zum fünften Mal in seiner Karriere den Calder Cup. Am 11. Februar 1967 erzielte er sein 500. Tor in der American Hockey League. Glover beendete seine Spielerkarriere 1968 mit einer Bilanz von 520 Toren in der regulären Saison und nur Willie Marshall (523) und Jody Gage (504) erzielten ebenfalls über 500 Tore in der AHL. Ein Jahr nach seinem Karriereende als aktiver Spieler sperrten die Cleveland Barons seine Rückennummer 9, die fortan an keinen Spieler mehr vergeben wurde.
Von 1968 bis 1970 stand Glover bei den Oakland Seals an der Bande. Auch unter dem neuen Namen des Teams, den California Golden Seals, war er als Cheftrainer engagiert. Allerdings war sein Engagement wenig erfolgreich und die Golden Seals verpassten die Playoffs. Für die Saison 1971/72 nahm der Kanadier ein Engagement bei den Los Angeles Kings an. In den folgenden zwei Spielzeiten trainierte Glover erneut die California Golden Seals.
2006 ehrte ihn die American Hockey League für seine Verdienste als Spieler und Trainer mit der Aufnahme in die AHL Hall of Fame.

## Erfolge und Auszeichnungen
| - 1950 Calder-Cup-Gewinn mit den Indianapolis Capitals - 1951 AHL First All-Star Team - 1952 Stanley-Cup-Gewinn mit den Detroit Red Wings - 1953 Calder-Cup-Gewinn mit den Cleveland Barons - 1954 Calder-Cup-Gewinn mit den Cleveland Barons - 1955 AHL First All-Star Team - 1957 AHL First All-Star Team - 1957 John B. Sollenberger Trophy - 1957 Calder-Cup-Gewinn mit den Cleveland Barons | - 1958 AHL Second All-Star Team - 1960 AHL First All-Star Team - 1960 John B. Sollenberger Trophy - 1960 Les Cunningham Award - 1962 AHL First All-Star Team - 1962 Les Cunningham Award - 1964 AHL Second All-Star Team - 1964 Les Cunningham Award - 1964 Calder-Cup-Gewinn mit den Cleveland Barons |